# Francesco Martino (ginnasta)
Francesco Martino (Bari, 14 luglio 1900 – Bari, 10 ottobre 1965) è stato un ginnasta italiano.
Fu campione olimpico nella ginnastica artistica a Parigi 1924 negli anelli e nel concorso a squadre (con Luigi Cambiaso, Mario Lertora, Vittorio Lucchetti, Luigi Maiocco, Ferdinando Mandrini, Giuseppe Paris e Giorgio Zampori)
In suo onore e ricordo i concittadini baresi hanno intestato il nome di una via e di un impianto sportivo al coperto ossia Palamartino.

## Palmarès
| Anno | Manifestazione  | Sede   | Evento             | Risultato | Note |
| ---- | --------------- | ------ | ------------------ | --------- | ---- |
| 1924 | Giochi olimpici | Parigi | Anelli             | Oro       |      |
| 1924 | Giochi olimpici | Parigi | Concorso a squadre | Oro       |      |